# Franziska Pflaum
Franziska Pflaum (* 1987 in Wien) ist eine österreichische Drehbuchautorin und Regisseurin. Sie zählt zu den markanten Stimmen des jungen österreichischen Kinos und ist insbesondere für ihre poetische und lebensnahe Erzählweise bekannt.

## Werdegang
Franziska Pflaum wuchs in Wien auf. Bereits als Jugendliche entwickelte sie ein ausgeprägtes Interesse für Film und Kunst. Nach einem prägenden Erlebnis mit dem Spielfilm Nordrand von Barbara Albert entschied sie sich, selbst eine Laufbahn in der Filmbranche einzuschlagen.
Sie studierte Bildende Kunst an der Akademie der bildenden Künste Wien (2006–2011) und wechselte anschließend an die Filmuniversität Babelsberg Konrad Wolf in Potsdam-Babelsberg, wo sie Filmregie studierte und das Meisterschülerstudium bei Barbara Albert absolvierte. Während ihrer Ausbildung realisierte sie  dokumentarische und fiktionale Kurzfilme, die auf internationalen Festivals gezeigt wurden.

## Werk und künstlerisches Schaffen
Pflaums filmisches Werk zeichnet sich durch einen sensiblen Blick auf gesellschaftliche und persönliche Themen aus. Sie arbeitet häufig mit improvisatorischen Elementen und legt Wert darauf, dass die Figuren und deren Hintergrundgeschichten gemeinsam mit den Schauspieler*innen entwickelt werden.  Ihre Filme sind oft von einer Balance aus Ernsthaftigkeit, Humor und Poesie geprägt.
So schön wie du (2014) brachte Pflaum den Deutschen Kurzfilmpreis ein und wurde auf zahlreichen Festivals gezeigt. Ihr mittellanger Film Im Universum geht keiner verloren (2021) entstand in enger Zusammenarbeit mit Jugendlichen und wurde von der Kritik für sein Gespür für Charaktere und Stimmungen gelobt.
Mit dem Langspielfilm Mermaids Don't Cry (2022/2023) gelang ihr das Kinodebüt. Der Film feierte seine Premiere bei den Internationalen Hofer Filmtagen und wurde auf der Diagonale gezeigt. Die Geschichte um die Supermarktkassiererin Annika, die im "Mermaiding" einen Ausweg aus ihrem Alltag sucht, wurde für ihren originellen Zugang und die visuelle Umsetzung vielfach beachtet.

## Arbeitsweise und Themen
Pflaum betont in Interviews, dass sie sich für die Vielschichtigkeit und Widersprüchlichkeit menschlicher Figuren interessiert. Ihre Filme sollen auf verschiedenen Ebenen lesbar sein und verzichten bewusst auf einfache Lösungen oder klassische Erlösungsnarrative. Sie arbeitet gerne mit langen Einstellungen und gibt dem Schauspiel Raum, um Authentizität und Lebendigkeit zu erzeugen.

## Mitgliedschaften und Engagement
Franziska Pflaum lebt und arbeitet in Wien und Berlin. Sie ist in der österreichischen Filmbranche als innovative und engagierte Filmemacherin anerkannt. Neben ihrer Tätigkeit als Regisseurin und Drehbuchautorin engagiert sie sich in der Nachwuchsförderung und gibt Workshops für junge Filmschaffende.

## Stil und Rezeption
Die Arbeiten von Franziska Pflaum werden für ihre authentische Figurenzeichnung, ihre poetische Bildsprache und ihren sensiblen Umgang mit gesellschaftlichen Themen gelobt. Kritiker*innen heben ihre Fähigkeit hervor, komplexe Lebensrealitäten humorvoll und zugleich tiefgründig zu erzählen. Ihr Debütfilm Mermaids Don't Cry wurde als erfrischender Beitrag zum österreichischen Kino wahrgenommen und erhielt positive Resonanz auf Festivals und in der Fachpresse.

## Filmographie (Auswahl)
- 2011: Virgil & Evan (Kurzfilm) (Regie)
- 2012: April – Juni (Kurzdokumentarfilm) (Drehbuch, Regie, Schnitt)
- 2013: Draussen der Wald (Kurzfilm) (Drehbuch, Regie)
- 2014: So schön wie Du (Kurzfilm) Idee, Drehbuch, Regie
- 2017: Im Universum geht keiner verloren (Drehbuch, Regie)
- 2020: Geschichten eines Jungen, einer Frau und eines Soldaten (Kurzfilm)
- 2022: Mermaids Don’t Cry (Drehbuch, Regie)
- 2024: Tatort: Deine Mutter (Drehbuch)

## Auszeichnungen
- 2014: Deutscher Kurzfilmpreis für "So schön wie du"[16]
- 2016: Carl-Meyer-Drehbuchpreis[17]
- 2023: Carl Mayer Hauptpreis
- Promotionsstipendium der Konrad-Adenauer-Stiftung
- Startstipendium des Österreichischen Bundeskanzleramts
- Berlin-Stipendium der Akademie der Künste, Berlin